# Метил

Метил

Метил — это одновалентный радикал метана. Следует отделять частицу — свободный радикал ·CH3 (частица с неспаренным электроном на внешней орбитали) и группу атомов — метильная группа -CH3 (также обозначается как -Ме), являющуюся частью химического соединения.

## Метильный радикал
Время жизни — 0.0084 секунд (в токе водорода и при разрежении 1-2 мм рт.ст.), но его можно уменьшить или продлить при помощи катализаторов или ингибиторов.
Химически крайне активен, легко димеризуется с образованием этана
CH3· + ·CH3 → CH3-CH3
Образуется в свободном виде при некоторых реакциях:
- при распаде тетраметилсвинца

Pb(CH3)4 →(t) Pb + 4CH3·
- при распаде некоторых азосоединений (содержат группу -N=N-)
- электролизе водных растворов ацетатов (на аноде)

CH3COO− — e− → CH3COO·
CH3COO· → CH3· + CO2↑
- при реакции хлорирования[2], нитрования, окисления метана

Cl2 (hν или)→ 2Cl·
Cl· + CH4 → HCl + CH3·
Используется в химической промышленности при синтезе метанола, формальдегида, применяется для изготовления некоторых лекарств, ядов (формальдегид), полимерных тканей (дегидрирование, полиметилен)

## Метильная группа
Является заместителем во множестве органических соединений. Также терминальный заместитель в углеводородах. 
Введение метильной группы может осуществляется:
- по реакции SN2 замещения при использовании иодметана, диметилсульфата, метилтозилата.

Et2NH + MeI → Et2NMe*HI
- при реакции соединений с электрофильными группами (С-Hal, С=O, -CN) с металлорганическими соединениями (MeMgCl, Zn(CH3)2)

Me2CO + MeMgCl → Me3C-O-MgCl
- по радикальному механизму, в частности, при реакции с диазометаном

RCOOH + CH2N2 → RCOOCH3 + N2
- в биохимических процессах осуществляется переносом метилтрансферазами с S-Аденозилметионина[3] на субстрат

Введение в соединение метильной группы увеличивает липофильность вещества.
Активность метильной группы определяется группой атомов к которой она присоединена. В алканах она крайне малоактивна.